# 德梅因里弗鎮區 (明尼蘇達州莫雷縣)
德梅因里弗鎮區（英語：Des Moines River Township）是位於美國明尼蘇達州莫雷縣的一個行政鎮區。

## 歷史
德梅因里弗鎮區於1878年設立，得名自源頭位於縣內的得梅因河。

## 地方資料
德梅因里弗鎮區的面積為93.18平方千米，當中陸地面積為92.12平方千米，而水域面積為1.06平方千米。根據2020年美國人口普查的數據，當地共有人口132人，而人口密度為每平方千米1.42人。